# حسن شاش
حسن غوخان شاش (بالتركية: Hasan Gökhan Şaş)‏ هو لاعب كرة قدم تركي معتزل قضى معظم مسيرته الرياضية مع نادي غلاطا سراي التركي. على الصعيد الدولي، اشتهر شاش بإحرازه هدف لمنتخب بلاده في شباك المنتخب البرازيلي بمباراة دور المجموعات ضمن بطولة كأس العالم 2002. وقد ساعد منتخب بلاده على تحقيق المركز الثالث في نفس البطولة بعد التغلب على المنتخب الكوري الجنوبي.

## وصلات خارجية
- حسن شاش على موقع الاتحاد الدولي (مؤرشف)  (الإنجليزية)
- حسن شاش على موقع الاتحاد الأوربي (الإنجليزية)
- حسن شاش على موقع اتحاد تركيا (لاعب) (الإنجليزية)
- حسن شاش على موقع قاعدة بيانات كرة القدم.إي يو (الإنجليزية)
- حسن شاش على موقع ناشيونال فوتبول تيمز (الإنجليزية)
- حسن شاش على موقع Soccerbase.com (لاعب) (الإنجليزية)
- حسن شاش على موقع عالم كرة القدم.نت (الإنجليزية)

- حسن شاش - National Football Teams

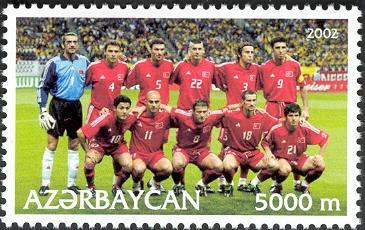
حسن شاش (رقم 11) مع باق رفاقه من المنتخب التركي المشارك في بطولة كأس العالم 2002 يظهرون على طابع بريد آذاري